# Nuraghe sa Marghine
Il complesso nuragico sa Marghine è ubicato in località sa Marghine in territorio di Siligo, è costituito da due torri distinte (A e B), costruite in tempi diversi ma molto simili sotto l'aspetto costruttivo.

## Sa Marghine A
Sa Marghine A è ubicato in un altopiano a circa 300 metri di distanza dal nuraghe Crastula. A causa dei crolli e della fitta vegetazione arbustiva è difficoltoso definire la planimetria dell'edificio. È un nuraghe semplice costituito da una camera ampliata da una nicchia. La torre a pianta circolare (dia. circa 14 m.) è realizzato con massi basaltici. Il paramento esterno residua di circa 5 filari a nord (alt. m. 2,50) e di 4 filari a NO (alt. m. 2,00).